# 建中樂旗隊
臺北市立建國高級中學樂旗隊（Taipei Municipal Chien-Kuo Boys' Senior High School Marching Band），簡稱建國中學樂旗隊（Chien Kuo High School Marching Band）、建中樂旗（C.K.M.B.），是臺灣第一支成立的「美式室外行進樂隊」。

## 歷史沿革
建中最早出現樂隊始於昭和3年（1928年），當時其前身台北一中舉辦運動會，慶祝日本昭和天皇登基兩週年，樂隊演奏是慶典場上的一個節目。不過當時的樂隊規模很小、編制簡單，只有1個大鼓、4個小鼓、4支喇叭和8支小喇叭。
戰後的歷史可追溯至1960年代的鼓隊，而後因應管樂風潮而改制成管樂社，當時的指導老師為沈信一。1983年校方鑒於北市諸女子高中皆有設立樂儀隊，亦欲將管樂社改制為室外管樂隊，引起管樂社內不同的意見；後來沈信一並未擔任改制後建中管樂隊的指導老師，而由校方另外延攬尤金順擔任建中管樂隊的教練。
在當時臺灣室外管樂藝術尚停留在軍樂隊與樂儀隊的堅硬表演型態下，建中管樂隊率先引進美式行進樂隊的表演型態，演奏的音樂類型除了爱国歌曲、古典音乐，更廣泛涉獵搖滾樂、爵士樂、當代管樂……，對於學生管樂組織來講較為新穎的選擇。而行進樂隊的表演風格，突破樂隊僅能為儀隊伴奏的表演形式，亦跳脫只能走方正直線隊形的窠臼；早期管樂隊經典的演出〈梅花〉，即以一點為軸旋轉的五瓣梅花圖形。此外建中管樂隊仍傳承管樂社時期的傳統，在室內管樂合奏亦有相當水準的表現，呈現室內室外並重的情形。
1990年起尤金順離職，改由廖崇吉和段志偉擔任指導老師；此時建中管樂隊的室外表演由於沒有教練指導，於是較之前稍微沉寂，而偏重室內管樂合奏的發展。直到1992年，由黃健能接掌室外表演指導，並成立旗隊（Color Guard） ，為臺灣第一支男子旗隊；指導老師為曾參加中山女中旗隊的劉昭玟。建中樂旗隊自此重心開始偏向室外表演的方向，當時的旗隊成員是由樂隊成員中選出，直至1994年旗隊的選考才改為獨立招生。
1993年黃健能出國進修，室外表演的指導老師改由美籍葛培騰擔任，並於1996年起同時接下室內管樂合奏的指導任務，成為建中樂旗隊的總教練。此時，建中樂旗隊在室外行進樂隊的發展由於黃、葛兩位老師的新穎風格與豐富的表演教學經驗而大有邁進，而室內管樂合奏的表現亦在 Mr. Brattin 的要求之下而同時有著相當程度的進展。此時隊呼一度出現「建中樂旗，所向無敵」，見證了此一極大期的歷史。

## 現況簡介
2001年秋天，葛培騰離開臺灣，之後除了室內管樂合奏曾接受王戰數年的指導外，大多由樂旗隊畢業學長擔任指導的職務。
由於國內大學入學考試制度的改變以及校方的態度，建中樂旗隊的招生在1999年後漸趨困難。目前規模仍維持約四十至六十人左右，除了發展精緻路線的樂旗表演藝術，在室內管樂合奏的表現上亦擺脫以往較為霸氣的印象，朝嚴謹精準的演奏風格努力。

## 建中樂旗聯隊
每年暑假建中樂旗隊會集訓並出國，參加如世界盃行進樂隊大賽（WAMSB World Championships）或卡加利牛仔節等比賽；為此除了會找畢業學長外，還會向其他學校如北一女中、景美女中、麗山高中等校招人以充實樂團編制，故又稱為建中樂旗聯隊。

## 樂旗隊制服

### 旗隊制服
- 旗隊服裝力求配合每套表演風格不同的需求而設計，每年約有一至兩套不同的服裝，視經費而定。

### 樂隊制服
- 第1屆至第13屆（1983 - 1995）
  - 制服別稱為「小飛俠」。隊員制服上衣、褲子與皮鞋均為白色，外罩一件搭配金黃穗帶裝飾的深藍短外衣。帽子為藍白相間，正中間鑲有校徽，帽冠為白色絨毛，正式場合表演時會加戴白色手套；指揮除披肩則為白色，帽冠為黃色絨毛以外，其他相同。於第4屆時加上白色披風[10]；期間略有改版重製，外觀大致相同。

- 第13屆至第16屆（1995 - 1998）
  - 制服別稱為「火燄服」。隊員制服上衣為白色，搭配右肩往左下斜亙的紅金火燄形狀亮色布料，背後為紅白雙色披風。褲子與皮鞋為黑色。帽子為黑色，排列成V字形的六芒星中間鑲有校徽，帽冠為白色羽毛。指揮除披風為金白雙色、帽頂多一圈金色飾帶外，其他相同。此套隊服起僅指揮戴有白色手套，隊員不戴手套。

- 第16屆至第19屆（1999 - 2001）
  - 制服別稱為「紅魔鬼」，服裝造型仿美國知名鼓號樂隊Blue Devils（英语：Blue Devils Drum and Bugle Corps）制服設計。隊員制服上衣為深紅色，肋間至右下腹有金色裝飾片狀布料，自本套隊服起取消披風。褲子與皮鞋為黑色；帽子為黑色，中間有銀色近似扇形裝飾，無校徽，帽冠為黑色羽毛。指揮除上衣為黑色以外，其他相同。僅指揮戴白色手套，隊員不戴手套。

- 第19屆至第23屆（2002 - 2006）
  - 隊員制服上衣正面上半為白、下半與內層為黑，中間橫亙金色飾條；背面為深紅色。上衣的校徽由之前的上臂外側改置於左胸前。下臂為白色袖套，無披風，隊員恢復戴上白色手套。褲子與皮鞋為黑色，帽子無變動。自本套隊服起低音號隊員開始戴黑色鴨舌帽（由於樂器扛於肩上，在此之前低音號隊員並不著帽）。指揮除白手套與上衣中間中間橫亙金色飾條以外，其餘仍為全黑色系設計。

- 第24屆至第28屆（2007 - 2011）
  - 隊員制服上衣正面右半身為白，左下為深紅，中間以黑色帶有花紋及金色飾帶分隔；背面右半身為白，左半身為深紅。校徽改置於右胸前。下臂為黑色袖套，無披風，隊員戴黑色手套。褲子與皮鞋為黑色，帽子無變動。指揮手套為白色，除左肩斜下的黑色帶有花紋及金色飾帶以外，其餘仍為與隊員同款式但全黑色系的設計。

- 第29、30屆（2012 - 2013）2012年出席嘉義市國際管樂節時的制服

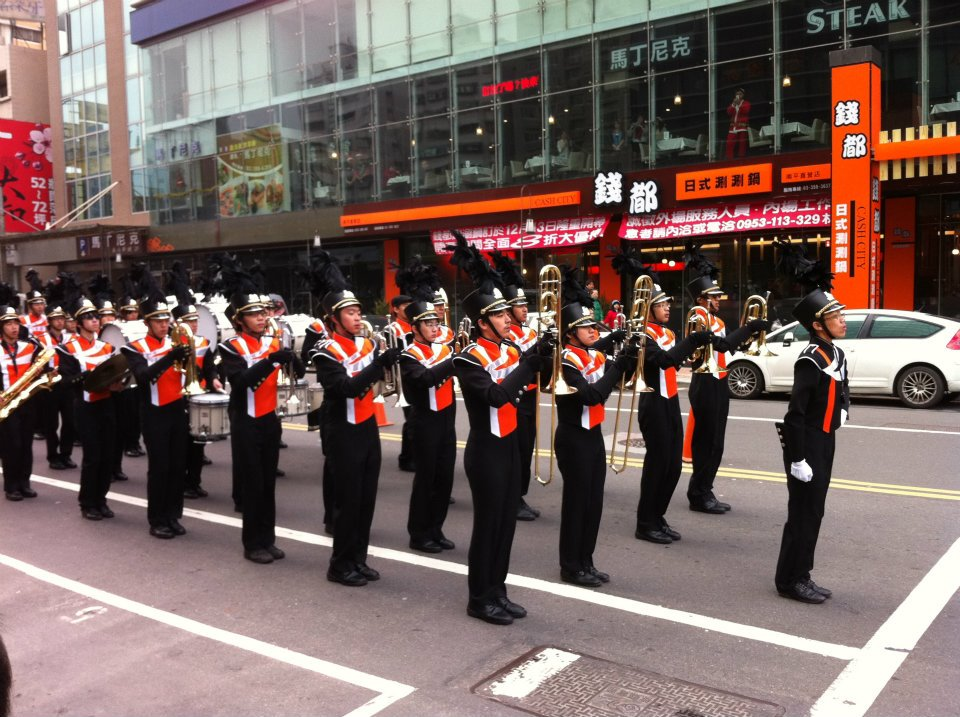
2012年出席嘉義市國際管樂節時的制服

  - 隊員制服上衣正面底色為橙色，有兩道橫向弧形與一道縱向白色飾條，衣領亦為橙色。背面為黑色，左肩處有右彎向下的白色飾條。校徽改置於左上臂外側。無披風，隊員戴黑色手套。褲子與皮鞋為黑色。指揮手套為白色，制服與隊員相異處在於上衣包括衣領在內底色為全黑，正面縱向飾條為橘色。

- 第30屆至34屆（2013 - 2017）建中117年校慶時出隊的制服

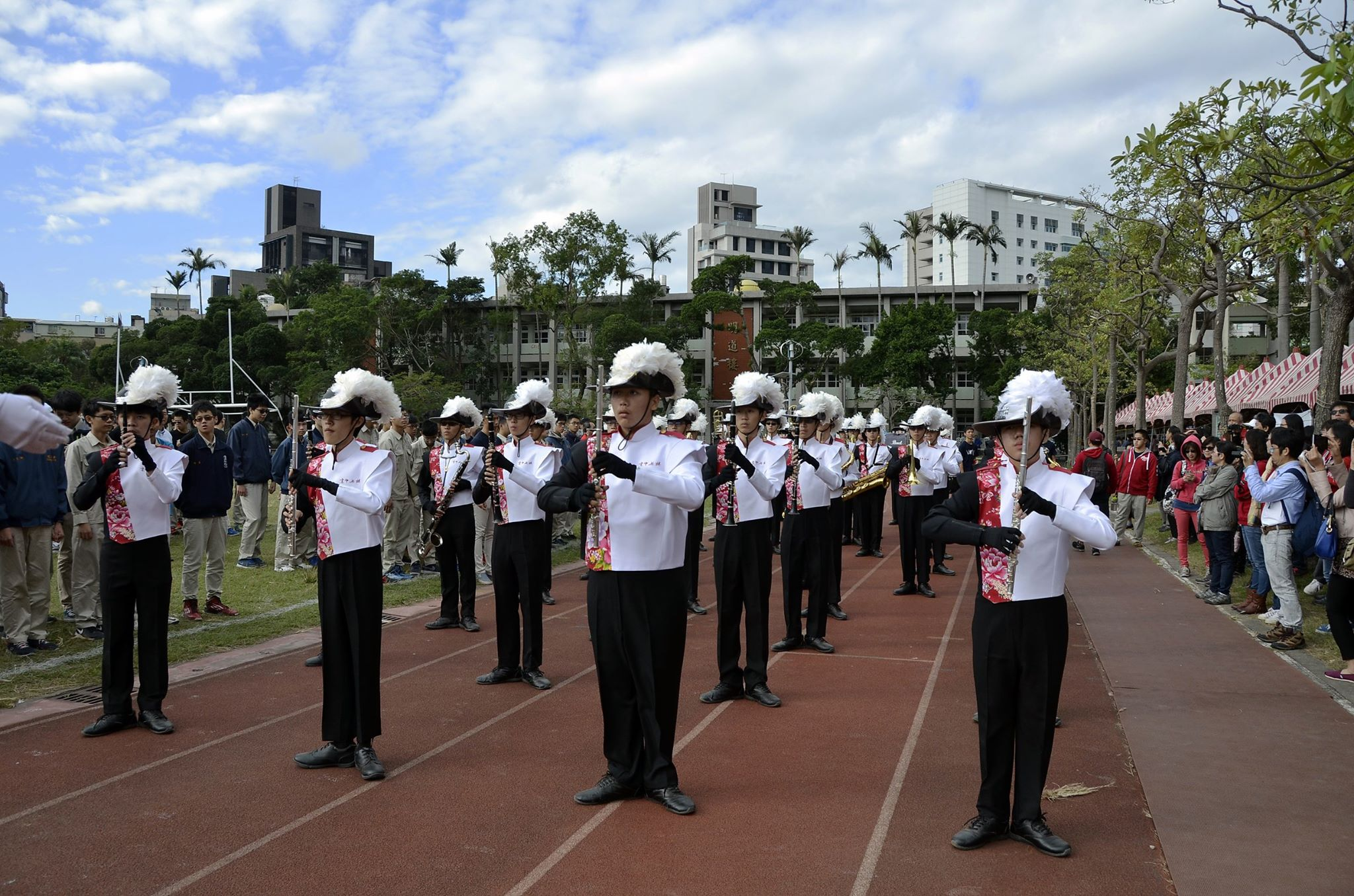
建中117年校慶時出隊的制服

  - 隊員隊服上衣以白色為主，右半身為黑色並繡上底色為紅色的台灣花布，其依據表演內容會加上不同顏色與材質的布覆蓋，衣領為紅色，褲子為黑色。不再使用校徽，改將「建中樂旗」四紅字繡於左胸口，指揮隊服將紅色部分全改為黑色，花布底色則為紫色。隊盔增加新樣式--「牛仔帽」，為黑色塑膠製盔，帽緣為銀色，有真羽毛和亮片裝飾，隊員羽毛為白色，指揮則為黑色，與手套使用顏色相反。

- 第35屆至今（2018 - ）
  - 隊員制服風格由傳統轉為現代，長袖外衣改為背心。底色為黑色且仿造皮質花紋，正面胸部處有由黑、灰、白三色組成的格狀花紋，肩膀與上背處則以黑色亮片覆蓋。隊員背心裡著緊身衣，依表演內容更換其顏色與設計，戴黑色手套，褲子與皮鞋為黑色。指揮背心內著黑色襯衫，配上白色手套與袖套，其餘設計與隊員相同。帽子則參考DCI隊伍Carolina Crown，改成與背心相同的材質，且正面中間有相同的三色格紋，裡襯針對每位隊員頭形量身訂做，指揮的帽子會於正面中間加上白色羽毛。
  - 第三十六屆時沿用格紋背心及皇冠設計，但更改內搭配件衣，外加披風、掛鏈和仿皮革護腕等設計，呈「羅馬軍服」造型，隊員披風為紅色，指揮則是紫色並有金色掛鏈及護腕。

## 演出及獲獎紀錄
- 成軍以來多次獲得臺北市及全國音樂比賽管樂合奏高中職組第一名，優等與特優不計其數[11][12]。
- 參加臺北市中學樂儀旗隊比賽亦多次獲得第一名。參加台灣管樂協會盃管樂大賽亦保持在前五名之佳績，更於2004年、2006年及2009年三度於高中組奪冠，並於2007年、2008年及2010年獲得亞軍。

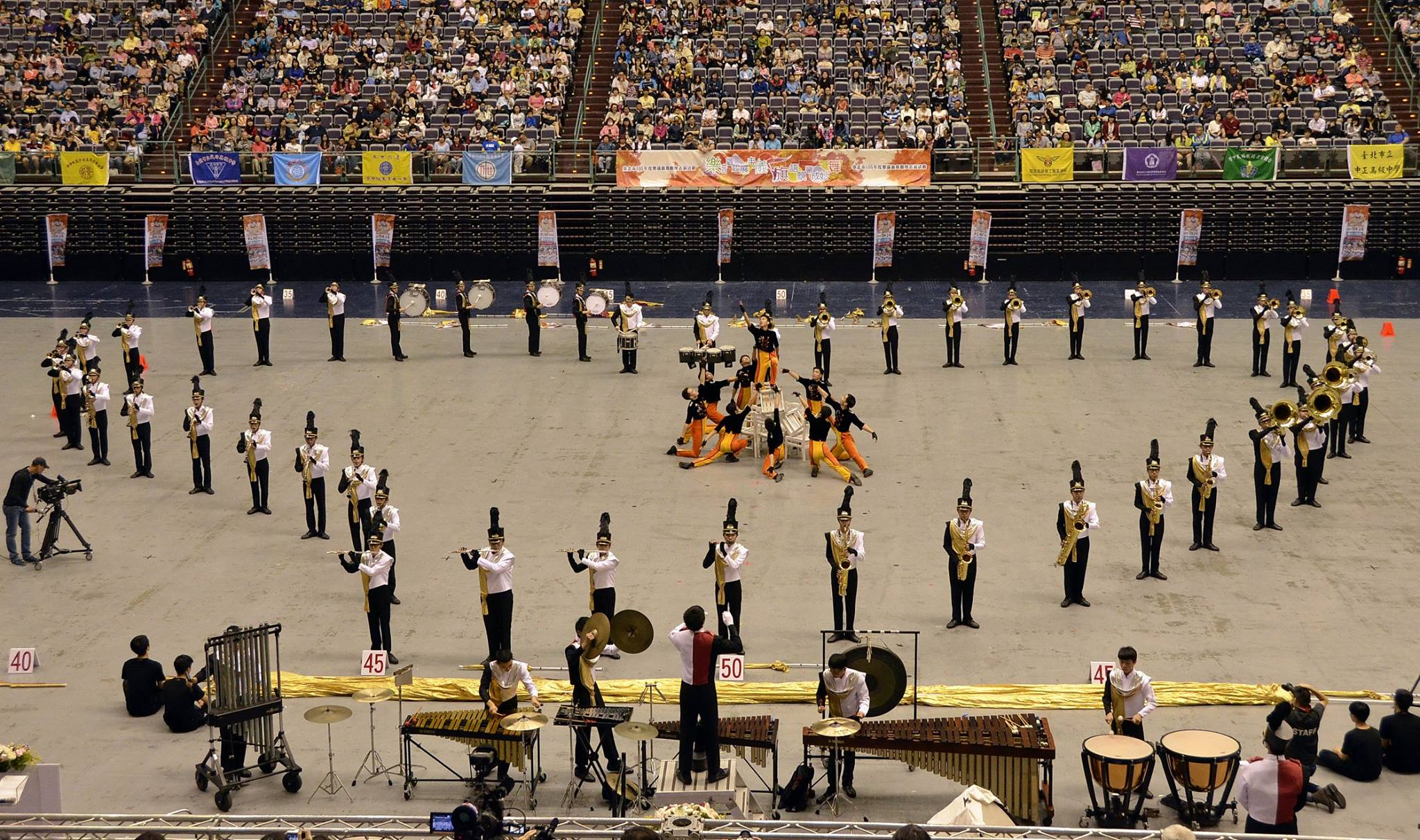
建中樂旗隊第33屆出席臺北市樂儀旗舞觀摩表演

- 多次受邀參加臺北國際樂儀旗隊觀摩表演[12]、嘉義市管樂節[13]，以及元旦總統府前升旗典禮[14]、國慶遊行、國慶慶祝大會等重要演出[15]。
- 除了國內巡迴音樂會及成果展之外，亦曾前往美國、英國、加拿大、澳洲、新加坡、馬來西亞、日本、韓國、義大利、德國、荷蘭等地演出，皆獲得極高評價。
- 數度參加亞太管樂節，1998年成為臺灣第一支受邀在世界知名的雪梨歌劇院內演出之高中生管樂團。
- 參與國際鼓號聯盟（DCI）所主辦之觀摩表演，以超越管樂初學者的表現贏得聽眾的讚嘆與咋舌。
- 2005年、2009年、2014年、2019年暑假赴加拿大參加卡加利牛仔節[8]，曾榮獲兩次行進樂隊比賽冠軍，一次季軍[16]。
- 多次代表臺灣參加世界行進樂隊協會（WAMSB）所主辦的世界行進樂隊大賽，獲選為WAMSB Award of Excellence得主[17]。
曾於1996年、2004年、2011年和2013年獲得季軍[18]，2012年[19]、2016年[20]、2019年榮獲亞軍[21]，2008年[22]、2010年[23]、2018年奪得大賽冠軍[24]，歷年參賽總合成績皆在前十名之列。
- 2015年夏季正式參加國際鼓號聯盟（DCI）主辦之行進樂隊比賽，於國際組（International Class）獲得第三名，並在DCI舉辦之SoundSport小型場地比賽中獲得金質評價（Gold Ratings）。
- 2017年7月赴荷蘭參加世界音樂比賽（World Music Contest），在樂旗隊世界級組別獲得第九名[25]。
- 2018年於台灣所舉辦的WAMSB世界行進樂隊大賽以92.2分的高分拿下隊形變換比賽總冠軍、遊行比賽亞軍以及最佳行進打擊獎。
- 2019年於加拿大所舉辦的WAMSB世界行進樂隊大賽以93.89分拿下隊形變換比賽亞軍，為隊史自26屆以來的最高分紀錄。同時也在WAMSB卡加利開幕遊行比賽中拿下「最佳樂團（Best Senior Band）」，同時也是所有隊伍中評分最高的隊伍。
- 2022年7月赴荷蘭參加世界音樂比賽（World Music Contest），奪下戶外行進管樂項目甲組的季軍[26]。
- 2023年建中拿下WAMSB隊史最高分，榮譽金獎，亞軍[27]，並獲得「最佳旗隊（Best Auxiliary）」第一名及「最佳指揮（Best Drum Major）」第二名[28]。

## 知名隊友

### 音樂
- 黃奕明：中華民國八十七年第36屆十大傑出青年
- 張穎中：管樂指揮家
- 吳志桓：青年音樂家，2007年兩廳院樂壇新秀

### 學術
- 葉丙成：臺灣大學電機工程學系教授、中華民國教育部政務次長

### 政治
- 吳志揚：中華民國第6、7、9屆立法委員、桃園縣第16任縣長

### 醫學
- 王必勝[29]：胸腔科醫師、中華民國衛生福利部政務次長
- 詹鼎正：老年醫學科醫師、臺大醫院北護分院院長

## 衍生作品
改編自建中樂旗聯隊故事的電影《進行曲》獲選為2025台北電影節閉幕片，預計於8月29日上映 。

## 備註
1. ↑  如第11屆校友賴孟泉、第12屆校友范家銘。目前（2025年）則由第31屆校友林尚頤擔任室內指導老師；室外行進樂隊指導由第30屆校友林義淳執掌；旗隊教練為第22屆校友黃源傑及26屆校友許庭瑋。

## 外部連結
- 臺北市立建國高級中學樂旗隊網站 （页面存档备份，存于）
- CKMB 建中樂旗 Facebook粉絲專頁
- 批踢踢實業坊BBS站 CKMB討論版(Web Version) （页面存档备份，存于）
- 批踢踢實業坊BBS站 CKMB版精華區(Web Version) （页面存档备份，存于）
- 建中樂旗-CKMB